# بول بيلي
بول بيلي (بالإنجليزية: Paul Bailey)‏ هو كاتب بريطاني، ولد في 16 فبراير 1937.
```
من رواياته 
بكاء غابرييل
 التي رشحت للقائمة القصيرة في 
جائزة بوكر
 الأدبية في عام 1986.
[
10
]
```

## وصلات خارجية
- بول بيلي على موقع IMDb (الإنجليزية)
- بول بيلي على موقع IMDb (الإنجليزية)
- بول بيلي على موقع الموسوعة البريطانية (الإنجليزية)
- بول بيلي على موقع ميوزك برينز (الإنجليزية)
- بول بيلي على موقع إن إن دي بي (الإنجليزية)
- بول بيلي على موقع قاعدة بيانات الفيلم (الإنجليزية)